# 3751 Kiang
3751 Kiang је астероид главног астероидног појаса. Приближан пречник астероида је 21,56 ,
а средња удаљеност астероида од Сунца износи 3,146 астрономских јединица (АЈ).
Инклинација (нагиб) орбите у односу на раван еклиптике је 13,236 степени, а орбитални период износи 2038,754 дана (5,581 година). Ексцентрицитет орбите астероида износи 0,099.
Апсолутна магнитуда астероида износи 11,70 а геометријски албедо 0,079.
Астероид је откривен 10. јула 1983. године.